# Chaenodraco
Chaenodraco is een monotypisch geslacht van straalvinnige vissen uit de familie van de Channichthyidae (krokodilijsvissen), orde baarsachtigen (Perciformes).

## Soort
- Chaenodraco wilsoni Regan, 1914 (IJsvis)